# Партеније I Цариградски
Партеније I Цариградски је био цариградски патријарх у периоду од 1639. до 1644. године. 
Његов избор за патријарха означио је привремену стабилизацију Цариградске патријаршије, на коју је у претходне две деценије значајно утицала ескалација католичко-протестанатског сукоба у Европи, а која се одразила и на на делове Цариградске православне цркве. Партеније је преузео дужност патријарха 1. јула 1639. године, убрзо након смене свог претходника Кирила II Контареса, који је важио за предводника прокатоличке фракције.
Време његовог управљања Цариградском патријаршијом обележио је и спор са александријским патријархом Никифором око цркава на Синају.

## Спор са Никифором
У спору са Нићифором Александријским, Партеније је стао на страну јерарха Синајске цркве, дозвољавајући им да врше верске службе у Каиру када је Нићифор посетио Влашку. Након што се Нићифор вратио у Александрију, протестовао је код Партенија и учинио да се дозволе повуку. Међутим, тензије око овог питања између две цркве су се наставиле.

## Сабор
Партеније је 1641. сазвао Сабор у Цариграду, коме је присуствовало осам прелата и четири достојанственика цркве. На овом синоду је био одобрен концепт концепта суперегзистенције. Следеће године Партеније је сазвао важнији Јашки сабор. Сврха овог сабора је била да се супротстави одређеним католичким и протестантским доктринарним грешкама које су ушле у православну теологију и дефинише свеобухватан православни исказ истине вере.